# Survivor (musikalbum)
Survivor är bandet Survivor första album. Albumet kommer från 1979. Bandet hade då följande medlemmar: Dave Bickler, Frankie Sullivan, Jim Peterik, Gary Smith och Dennis John.

## Låtlista

### Sida 1
1. Somewhere in America.
2. Can't Getcha Offa My Mind.
3. Let It Be Now.
4. As Soon As Love Finds Me.
5. Youngblood.

### Sida 2
1. Love Has Got Me.
2. Whole Town's Talkin'.
3. 20/20.
4. Freelance.
5. Nothing can shake me (from your love).
6. Whatever It Takes.